# جنگ اول گوریو–خیتان
جنگ اول گوریو-خیتان جنگی میان پادشاهی گوریو و ختای نزدیک مرز امروز جمهوری خلق چین و کره شمالی بود که در قرن ۱۰ میلادی به وقوع پیوست. این جنگ که در ۹۹۳ میلادی آغاز شد، نخستین مرحله از جنگ‌های گوریو-خیتان بود که تا جنگ دوم گوریو-خیتان (در ۱۰۱۰ میلادی) و جنگ سوم (در ۱۰۱۸ میلادی) ادامه یافت.
در سال ۹۹۳ میلادی، خیتان با ۶۰٬۰۰۰ سرباز به مرز شمال غربی گوریو حمله کرد. با این حال، زمانی که در پایان جنگ دولت گوریو پذیرفت که اتحاد خود را با حکومت سونگ چین پایان دهد؛ در عوض این که، دولت خیتان نواحی متصرفی را تخلیه نماید. اگرچه، گوریو به ارتباط مخفیانه خود با سونگ ادامه داد و با ساختن موانع دفاعی در مرزهایش با خیتان، قدرت دفاعی خویش را تقویت نمود.